# Calliostoma otukai
Calliostoma otukai is een slakkensoort uit de familie van de Calliostomatidae. De wetenschappelijke naam van de soort is voor het eerst geldig gepubliceerd in 1942 door Ikebe.